# プルディリ
プルディリ （Ploudiry、ブルトン語:Plouziri）は、フランス、ブルターニュ地域圏、フィニステール県のコミューン。

## 歴史
プルディリは、かつて非常に重要な教区で、パンクラン、ロック＝エギネール、ラ・ロッシュ（現在のラ・ロッシュ＝モーリス）、ラ・マルティル、ポン・クリスト（現在のラ・ロッシュ＝モーリス）といった小教区を抱えていた。現在はポン・クリストを除いた全部がコミューンとなっている。教区にはサン・ジュリアン・アン・ランデルノー（現在のランデルノー）すら含まれ、さらに昔にはル・トレウーとトレフレネヴェズが含まれていた。サン・ピエール教区教会は、ダウラ修道院に属する小修道院でもあった。ラ・ロッシュ＝モーリス、ブレゼル、プルネヴェンテルに拠点をおいたロアン家の領主たちは、聖域内で領主が優先される権利（fr）を求めて争っていた。
1173年、教区の名はPloediriとして記されている。
名前の知られている最初の小修道院長兼教区司祭は15世紀のオリヴィエ・ド・メスゴーズである。1770年頃、プルディリとその小教区には約4700人の住民がおり、プルディリだけで1320人がいた。
ル・ニィ（Le Ny）家は、1436年から1534年の間、プルディリとトーレ、ル・ドレネック、ランドゥーザン、ギクラン、サン＝テゴネックの監視と再編（fr）に参加した古い騎士の家系から出た一族である。この一族は、トレブリ、ペナンゲール、イル・イヴォン、プルディリといった場所の領主であった。

### プルディリのジュロ
プルディリは、高レオン地方の、17世紀から18世紀の間非常に栄えた帆布産業の中心であった。ジャン・フランソワ・ブルミシュは1830年代にこう記している。『プルディリで帆布を商う農民（ジュロ、fr）は、6千、1万、または12,000フランの収入がある。』。プルディリのシャルロット・ベルトゥが1742年に死んだとき、20,256リーブルの遺産（その73%は帆布と糸）を残した。40箇所のkanndi（洗濯場）が現在のプルディリのコミューン域内で確認されており、これはプルネウール＝メネズ、コマナ、シザンに次いで多い。織り機の数が密集しており（一軒の家に複数の織り機があった）、高レオン地方の帆布製造地域全体での平均55%から60%に対して高かった。
プルディリで最も有名なジュロは、アラン・プリケン（1736年-1807年）である。
1789年4月、レスネヴァンのセネシャルにあてて出された第三身分陳情書に、プルディリ教区の2名の代表、アラン・プリケンとオリヴィエ・レオンが署名した。
1802年5月9日、ギミリオーのケレオン集落で休憩を取ったあと、ジャン・フランソワ・ド・バル（fr）率いる7人のシュアンたちが、資産家で帆布商取引をしているアラン・プリケンを人質にとった。プリケンはド・バルに殺すと脅され、彼の子供たちに手紙を書かされ3万リーブルの身代金がド・バルに奪われた。人質が最終的に解放されたのは1802年の5月30日だった。

## 人口統計
| 1962年 | 1968年 | 1975年 | 1982年 | 1990年 | 1999年 | 2006年 | 2010年 |
| ------ | ------ | ------ | ------ | ------ | ------ | ------ | ------ |
| 854    | 770    | 677    | 736    | 822    | 809    | 887    | 895    |

参照元:1999年までEHESS、2000年以降INSEE

## 史跡
- サン・ピエール教区教会 - 1854年から1857年にかけ建築家ジョセフ・ビゴによって再建された。アプスなど、教会の古い部分を残している。
- 納骨堂 - 1635年にサン・ジョセフ礼拝堂に転換されたが、1731年に元の納骨堂に戻された。

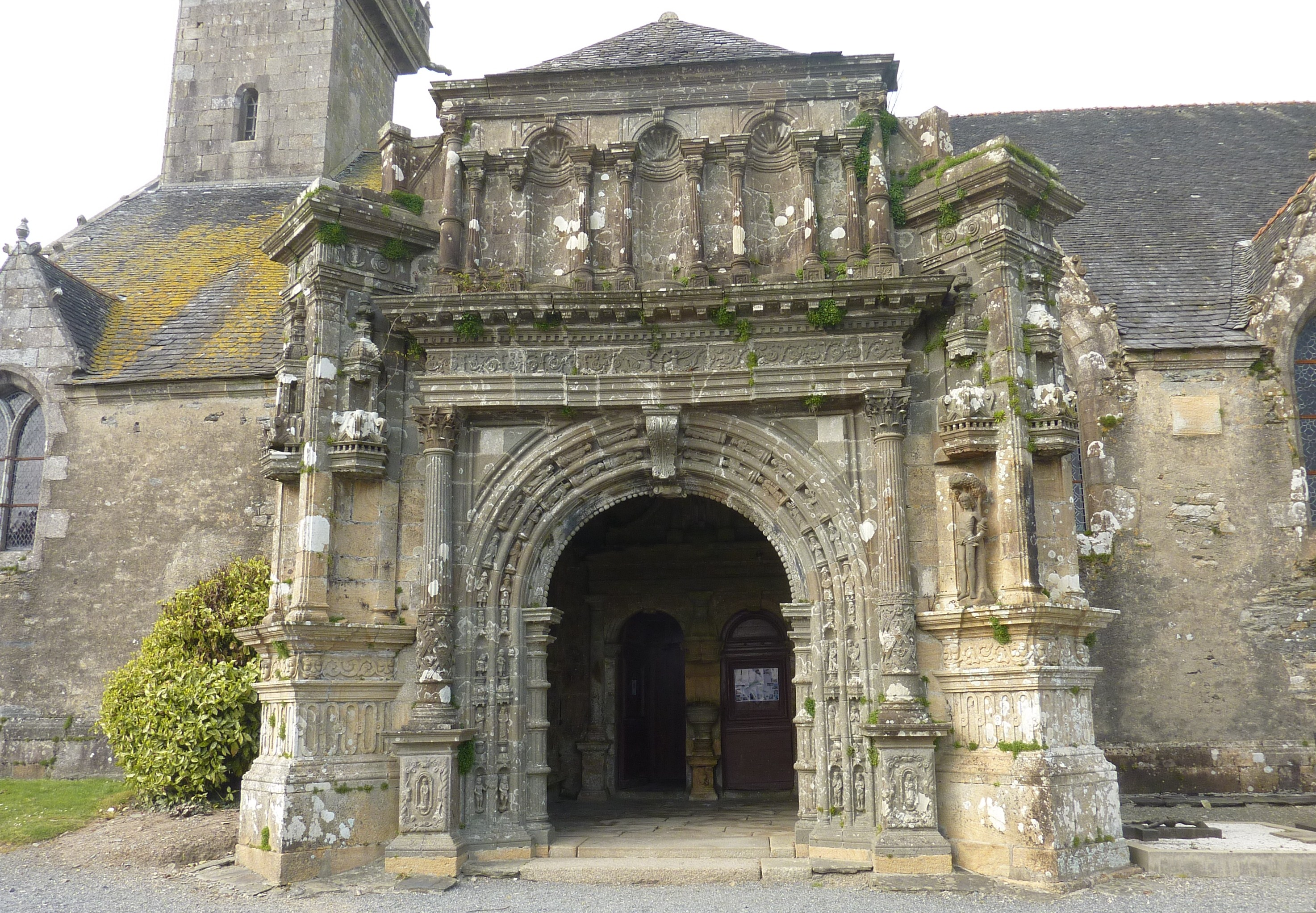
教会のポーチ
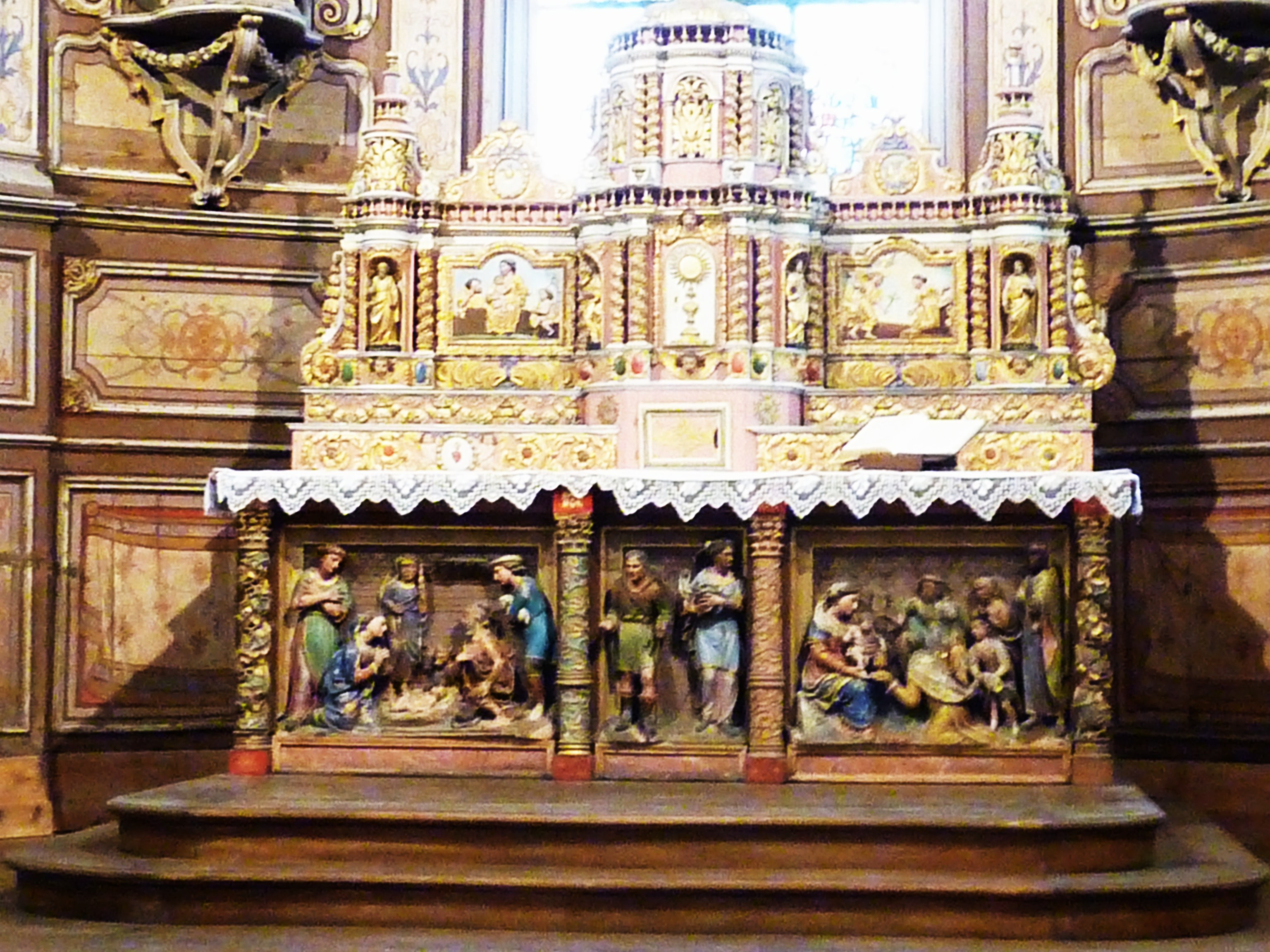
祭壇
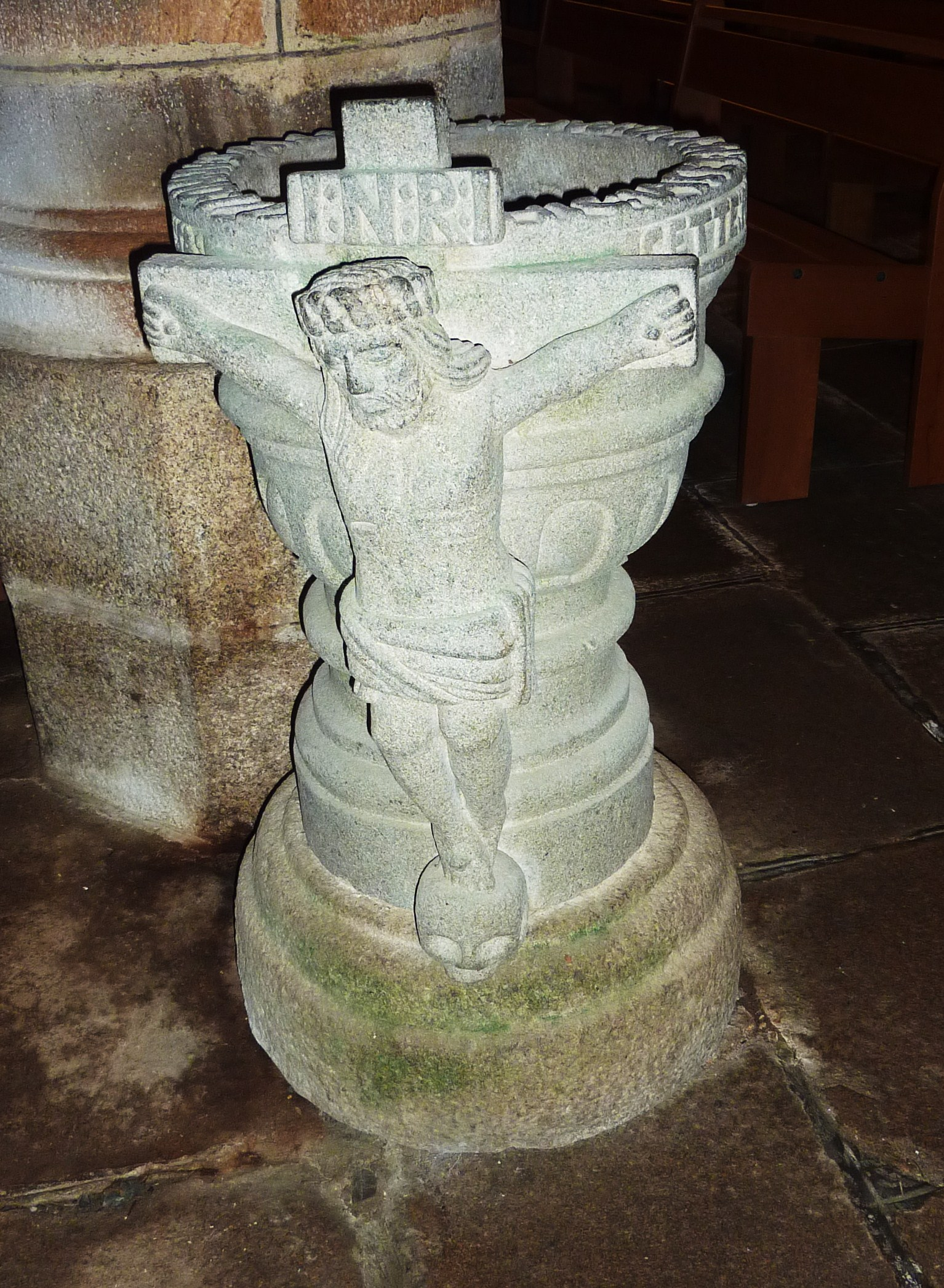
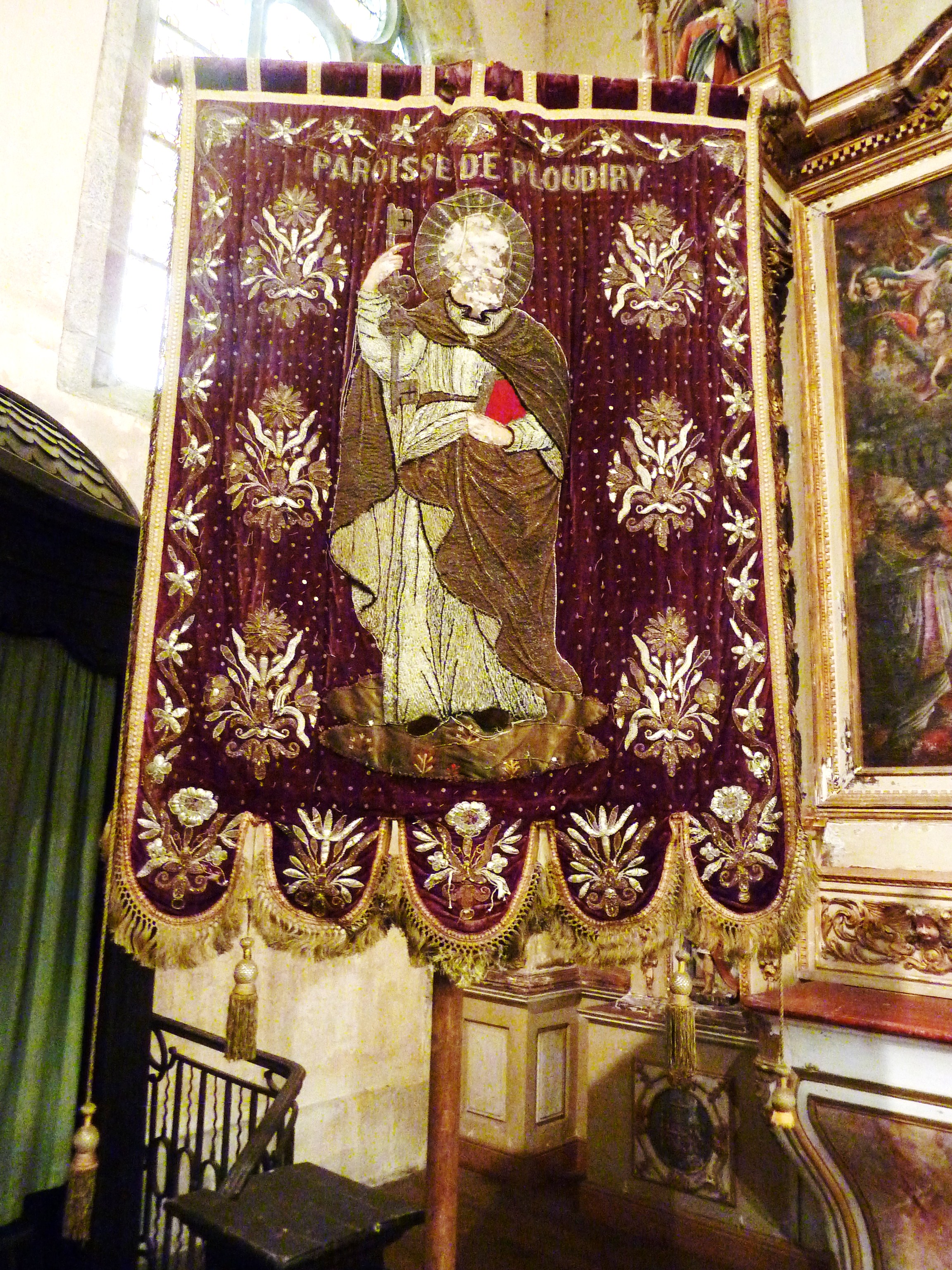
礼拝行進で掲げられるバニエール（旗）
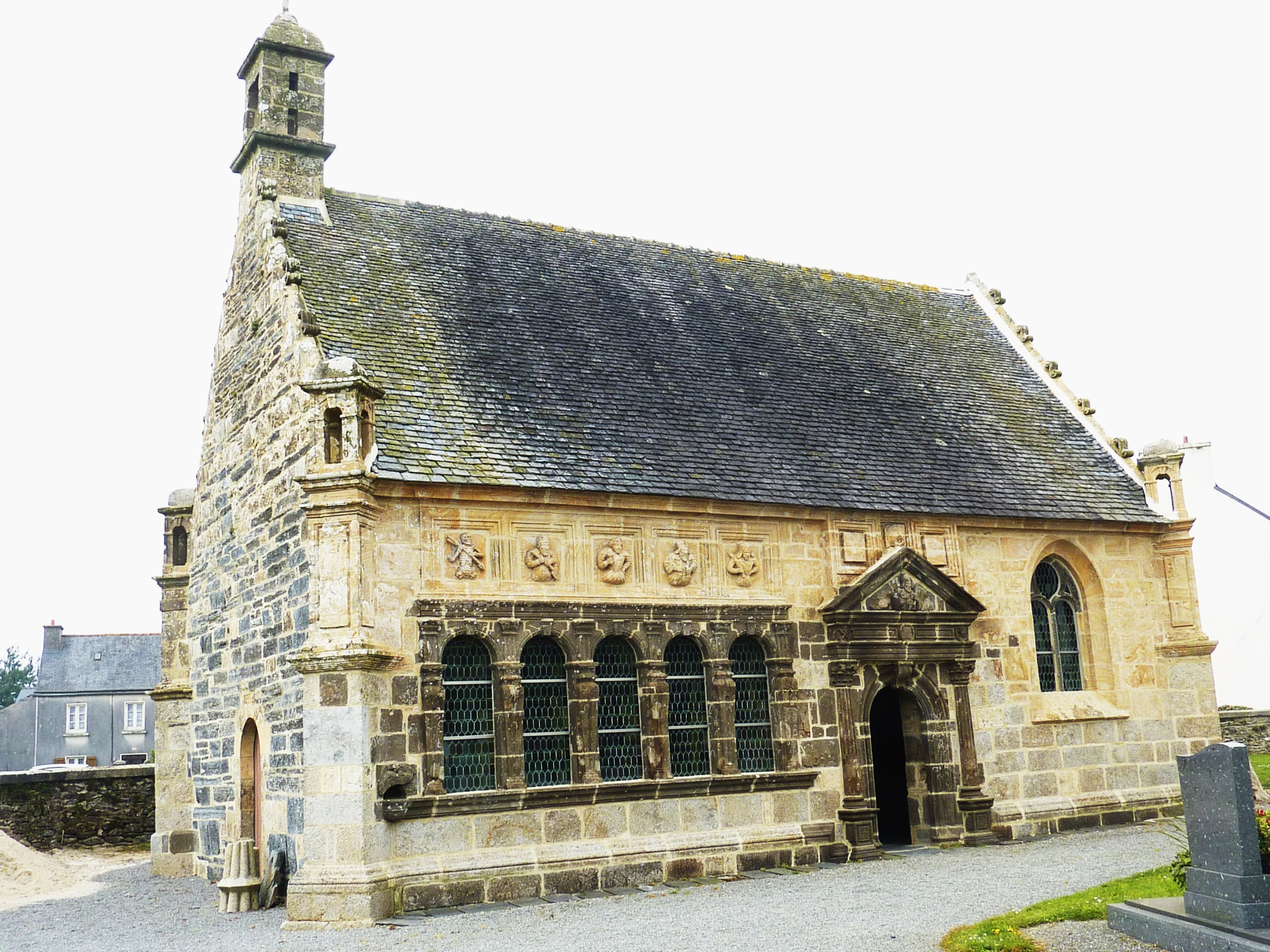
納骨堂
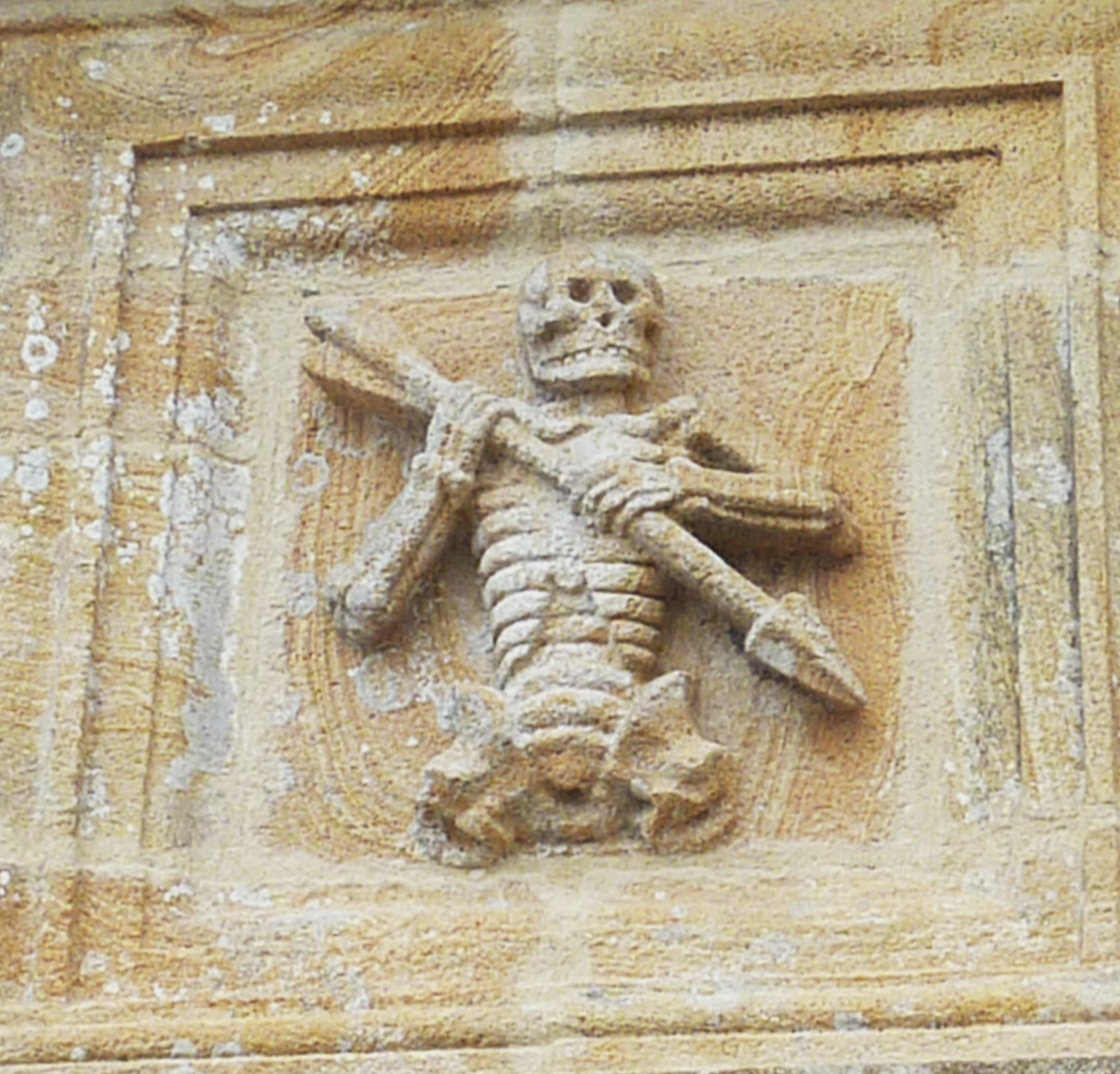
納骨堂に刻まれたアンクー